# Claud Buchanan Ticehurst
Claud Buchanan Ticehurst FRGS (8 de enero de 1881 – 17 de febrero de 1941) fue un zoólogo y ornitólogo británico.

## Biografía
Nace en St Leonards, Sussex. Su hermano Norman Frederick Ticehurst (1873-1960) y su padre el Dr. A. R. Ticehurst. Ticehurst recibió educación primaria en una preparatoria; y, luego continuó en la Tonbridge School (1892-1900) y posteriormente al St John's College, Cambridge, para en 1903 obtener un Bachelor of Arts.

### Carrera
Siguiendo la tradición familiar, se formó como médico, recibiendo un MRCS y LRCP del Hospital Guy. En 1910, trabajó en Lowestoft como médico; mientras también era cirujano en el Hospital de North Suffolk. En 1917, se unió como Tte. temporal en el RAMC, siendo ascendido a Capitán temporal el 5 de junio de 1918. Fue enviado a la India, pero se detuvo en Sierra Leona y en Sudáfrica. Sirvió en la India británica, principalmente en Karachi, con visitas a Basra y Quetta del 23 de septiembre de 1917 al 14 de enero de 1920, un período en el que se hizo amigo de Hugh Whistler, compartiendo intereses en la ornitología Se casó con Mary Priscilla el 18 de enero de 1923.

### Ornitología
Cuando niño, su padre lo motivó con las aves; y se llevaa a los niños a Noruega durante el verano. 
En 1903, fue elegido miembro de la Unión de Ornitólogos Británicos; y, mientras estuvo en Cambridge fue influenciado por Alfred Newton. Durante su estadía en Karachi, se interesó por las aves de la región. Después de retirarse, una vez más se interesó por las colecciones de aves e hizo viajes a España, Yugoslavia, Portugal y Argelia, estando acompañado por John Lewis James Bonhote y Hugh Whistler.
Mientras, estaba trabajando en una publicación exhaustiva sobre ornitología, con Hugh Whistler cuando muere en 1941. Y, con el fallecimiento de Whistler dos años más tarde, el libro nunca se publicó. Su colección de 10.000 pieles de pájaros fue legada al Museo de Historia Natural de Londres.

### Algunas publicaciones
- A History of the Birds of Suffolk, 1932
- A Systematic review of the genus Phylloscopus, 1938
- 1928. On the avifauna of Galicia, N.W. Spain. Ibis, 1928, pp. 663–683. (With H. Whistler.)
- 1902. An account of the birds met with during a short stay in East Finmark. Zoologist:261-277. (With his brother)

## Abreviatura (zoología)
La abreviatura Ticehurst  se emplea para indicar a Claud Buchanan Ticehurst como autoridad en la descripción y taxonomía en zoología.